# غوران ليليجستراند
غوران ليليجستراند (بالسويدية: Göran Liljestrand)‏‏ (16 أبريل 1886 - 16 يناير 1968 ) طبيب، وعالم صيدلية، وأستاذ جامعي من السويد.

## الجوائز
- جائزة بيوركن  [لغات أخرى]‏
- شارة شميديبرغ  [لغات أخرى]‏